# ChessBase
ChessBase is een bedrijf dat schaaksoftware verkoopt, een schaaknieuwssite onderhoudt, en een schaakserver om online schaak te spelen beheert.

## Het bedrijf
ChessBase GmbH is een in Hamburg gevestigd bedrijf. ChessBaseUSA verkoopt hun producten in de Verenigde Staten en sommige producten zijn in partnerschap gegeven aan Viva Media (USA).
Het bedrijf host een grote online schaakdatabase.

## Database software
De laatste ChessBase versie is versie 14 die in november 2016 werd uitgebracht. Dit is een populair commercieel databaseprogramma om schaakpartijen in op te slaan en te zoeken; het loopt onder Microsoft Windows. ChessBase gebruikt hun eigen formaat om schaakpartijen op te slaan, maar kan ook partijen in Portable Game Notation bewerken. Het eigen formaat gebruikt minder hardeschijfruimte, is sneller en uitgebreider dan PGN. De software kan bestanden converteren van PGN naar het ChessBase-formaat, en vice versa.
Het maakt het mogelijk om te zoeken naar partijen, stellingen in partijen, gebaseerd op spelersnamen, schaakopeningen, tactische en strategische wendingen, materiële onbalans en andere eigenschappen van een stelling.
De ChessBase databasesoftware integreert schaakanalyseprogramma's, zoals Fritz, Junior, Shredder (alle Chessbase producten) en verscheidene niet-commerciële programma's, zoals Crafty dat is geschreven door professor Robert Hyatt, Comet en Anaconda.

## ChessBase Light 2009
Er bestaat ook een gratis versie van ChessBase genaamd ChessBase Light 2009. Deze gratis versie is een gestripte versie van ChessBase 9 en heeft een limiet van 32.000 schaakpartijen per database; te klein om de database van een miljoen partijen te benaderen die bij Fritz wordt geleverd, of een uitgebreide database, zoals ChessBase Megabase, maar voldoende om eigen partijen op te slaan of een gespecialiseerde collectie, zoals de wekelijkse 'The Week in Chess'. Met ChessBase light wordt het oudere Fritz 6 meegeleverd als schaakanalyse software.

## Bigbase en Megabase
ChessBase geniet ook bekendheid om zijn commerciële hoge kwaliteitsdatabase die jaarlijks uitgebracht wordt. Deze database wordt in twee varianten uitgebracht, te weten Bigbase en Megabase. In tegenstelling tot de Bigbase, bevat de Megabase enkele tienduizenden door topspelers geanalyseerde partijen.
| Product       | Aantal partijen | Met commentaar |
| ------------- | --------------- | -------------- |
| Megabase 98   | 875.000         |                |
| Megabase 99   | 1,1 miljoen     | 30.000         |
| Megabase 2000 | 1,4 miljoen     | 37.000         |
| Megabase 2001 | 1,7 miljoen     | 40.000         |
| Megabase 2002 | 2,0 miljoen     | 45.000         |
| Megabase 2003 | 2,3 miljoen     | 50.000         |
| Megabase 2004 | 2,6 miljoen     | 55.000         |
| Megabase 2005 | 3,0 miljoen     | 57.000         |
| Megabase 2006 | 3,2 miljoen     | 58.000         |
| Megabase 2007 | 3,5 miljoen     | 60.000         |
| Megabase 2008 | 3,75 miljoen    | 61.000         |
| Megabase 2009 | 4,0 miljoen     | 62.000         |
| Megabase 2010 | 4,5 miljoen     | 65.000         |
| Megabase 2011 | 4,8 miljoen     | 65.000         |
| Megabase 2012 | 5,1 miljoen     | 66.000         |
| Megabase 2013 | 5,4 miljoen     | 67.000         |
| Megabase 2014 | 5,7 miljoen     | 67.500         |
| Megabase 2015 | 6,1 miljoen     | 68.000         |
| Megabase 2016 | 6,4 miljoen     | 68.500         |
| Megabase 2017 | 6,8 miljoen     | 70.000         |
| Megabase 2018 | 7,1 miljoen     | 71.000         |
| Megabase 2019 | 7,6 miljoen     | 72.000         |
| Megabase 2020 | 8,0 miljoen     | 85.000         |
| Megabase 2021 | 8,4 miljoen     | 85.000         |
| Megabase 2022 | 9,2 miljoen     | 100,000        |
| Megabase 2023 | 9,75 miljoen    | 110,000        |
| Megabase 2024 | 10,4 miljoen    | 112,000        |
| Megabase 2025 | 11 miljoen      | 113,000        |

## Schaakprogramma's
ChessBase verkoopt meerdere schaakprogramma's waaronder:
- Fritz
- Shredder
- HIARCS
- Junior
- Chess Tiger
- NIMZO
- Zap!Chess

Deze programma's worden geleverd met hun geïntegreerde GUI's, dat standaard is voor hun hele ChessBase productlijn. Sommige hiervan worden verkocht (los van ChessBase) in versies ontworpen voor een Mac.

## Playchess Server
Chessbase is eigenaar van de Playchess-server, een Europees-georiënteerde schaakserver. Deze server is een concurrent van andere commerciële schaakservers, zoals Internet Chess Club en het niet-commerciële Free Internet Chess Server. Om toegang tot de server te krijgen is Fritz nodig, of een van de andere schaakengines uit de ChessBase-familie. De klant krijgt bij het kopen van een van deze programma's een jaar lang gratis toegang tot de server. Als alternatief kunnen gebruikers de clientsoftware downloaden, een uitgeklede versie van de Fritz GUI. Nieuwe gebruikers kunnen de server voor een korte periode gratis gebruiken. Gasten mogen altijd gratis aanloggen, maar hun toegang is gelimiteerd.

## Schaaknieuws site
Chessbase beheert ook een website die schaaknieuws, maar ook informatie over hun producten bevat. De site is beschikbaar in een Duitstalige en een Engelse versie.

## Andere publicaties
ChessBase produceert veel cd's en dvd's, waaronder monografieën over beroemde spelers, tactische oefeningen of trainingsprogramma's gebaseerd rondom een opening. Het bedrijf publiceert zesmaal per jaar ChessBase Magazine, dat een kleine afgedrukte tekst bevat en wordt vergezeld van een cd met mutimediaschaaknieuws, artikelen over openingen, openingnieuwtjes, database-updates (met becommentarieerde schaakpartijen) en andere artikelen. Al deze producten zijn ontworpen om te worden bekeken met hun databasesoftware, maar sommige producten bevatten een meer up-to-date versie van ChessBase Light dan de gratis versie op hun website.